# Лезмо
Лезмо (італ. Lesmo) — муніципалітет в Італії, у регіоні Ломбардія,  провінція Монца і Бріанца.
Лезмо розташоване на відстані близько 490 км на північний захід від Рима, 23 км на північний схід від Мілана, 9 км на північний схід від Монци.
Населення — 8397 осіб (2014).

## Демографія
Населення за роками:

Станом на 1 січня 2023 року в муніципалітеті офіційно проживало 558 іноземців з 61 країни, серед них 162 громадяни країн Євросоюзу та 43 громадяни України.

## Сусідні муніципалітети
- Аркоре
- Б'яссоно
- Кампарада
- Казатеново
- Корреццана
- Макеріо
- Тріуджо